# Grigna (Oglio)
Die Grigna ist ein rund 19 Kilometer langer linker Nebenfluss des Oglio in der italienischen Provinz Brescia, Lombardei.

## Verlauf
Die Grigna entspringt auf etwa 2030 m s.l.m. am Dosso dei Galli direkt unterhalb der Strada provinciale 36. Sie fließt anfangs in mehreren Bögen meist nach Nordwesten, wobei sie mehrere kurze Bäche aufnimmt. Nach der Einmündung der Grigna di Stabil Fiorito aus dem Valle Ma von links wendet sie sich gegen Nordnordwest. Sie durchfließt nun ein enges und dicht bewaldetes Tal. Dabei nimmt sie unter anderen die Bäche Valle Gabbia, Valdalone (auch Travagnolo) und Val Bonina auf. 
Bei Bienno erreicht sie das Valcamonica, wo direkt von rechts der Bach Valle di Campolaro einmündet. Die Grigna passiert Berzo Inferiore sowie Esine, ehe sie nach einer Brücke der Strada Statale 42 auf etwa 240 m s.l.m. bei Piancogno in den Oglio mündet.